# Van Allen Building
Van Allen Building, noto anche come Van Allen and Company Department Store, è un edificio commerciale storico situato all'angolo tra Fifth Avenue e South Second Street a Clinton, Iowa. L'edificio di quattro piani fu progettato da Louis Sullivan e commissionato da John Delbert Van Allen (5 ottobre 1850 - 30 dicembre 1928). Costruito tra il 1912 e il 1914 come grande magazzino, ora dispone di appartamenti ai piani superiori e spazi commerciali al piano terra. L'esterno presenta pennacchi e pilastri in mattoni sopra la struttura scheletrica in acciaio. Mattoni di terracotta accentuano l'orizzontalità e tre medaglioni sottili e verticali e applicati sul fronte dell'edificio per l'altezza di tre piani, decorate con enormi esplosioni di vivido fogliame in terra cotta verde all'ultimo piano.

## Struttura

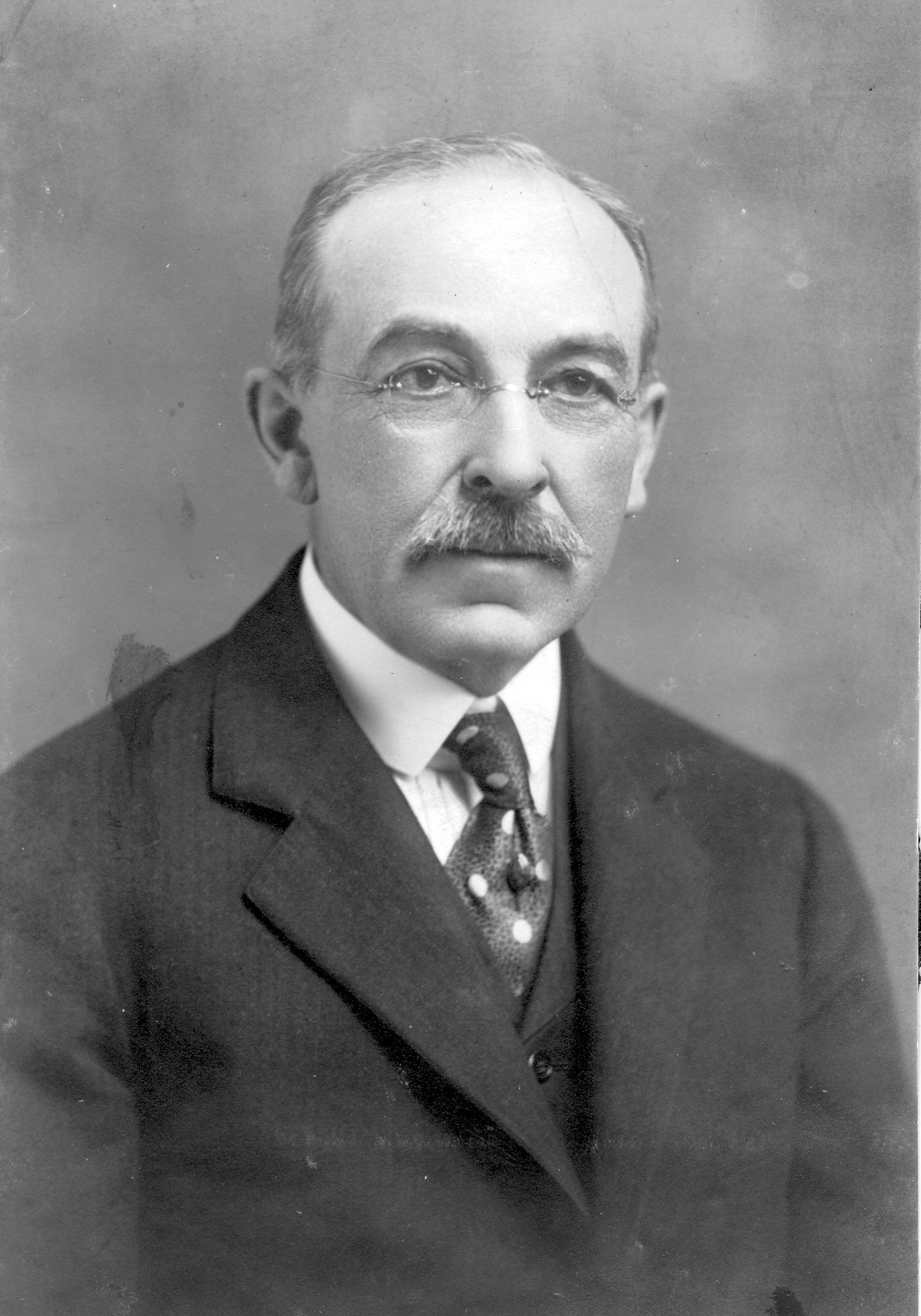
John D. Van Allen nel 1919

Il rivestimento in marmo nero viene utilizzato attorno alle vetrine al piano terra. Le pareti sono fatte di mattoni lunghi e sottili di un colore grigio bruciato con una sfumatura di viola. Sopra il piano terra tutte le finestre sono incorniciate da un terrazzo grigio chiaro. I pannelli di maiolica in blu e bianco olandese rendono omaggio all'eredità olandese di Mr. Van Allen, di cui era molto orgoglioso. (Mr. Van Allen fu accettato come membro della Holland Society of New York nel 1908). L'Edificio Van Allen è stato dichiarato monumento storico nazionale nel 1976 per la sua architettura.
Piuttosto insolitamente, Van Allen e Sullivan progettarono l'edificio intorno all'uso previsto dello spazio interno. Gli uomini hanno attentamente tracciato i piani di piano e progettato i display, le vetrine e i corridoi prima di creare i piani per l'edificio stesso. Il piano principale del nuovo negozio era per i generi di consumo e gli arredi per uomini. Il secondo piano era per i costumi femminili e il terzo piano per i tessuti per la casa, la biancheria da letto e i tappeti. L'ultimo piano non era stato progettato per un uso immediato ed era destinato ad un'area per la futura crescita. Il design degli interni risultante includeva un piano con solo due linee di colonne interne su tutti i quattro piani, creando interni aperti per lo shopping. Le linee delle colonne presentano tre file di colonne interne che si estendono da est a ovest, il che consentiva tre ampi spazi commerciali con una larghezza media superiore a 28 piedi.
L'esterno dell'edificio è stato progettato per avere un appeal urbano con superfici semplici, linee pulite e proporzioni armoniche. Per evitare l'anonimato tra gli altri edifici, la struttura presenta ornamenti con un forte senso dei motivi naturali caratteristici di Sullivan. Temi di mattoni scuri e ornamenti in terra cotta dominano il design esterno dell'edificio. Le linee pulite e semplici e i toni terrosi erano destinati a complementare tre unici mullioni ornamentali in terra cotta. Mentre a prima vista, i mullioni sembrano poco più che un tocco creativo personale da parte di Sullivan, uno studio attento della struttura dell'edificio rivela il genio dietro il design. Sullivan ha utilizzato i mullioni ornamentali per correggere visivamente gli squilibri nelle proporzioni dell'edificio, che erano il risultato della progettazione degli spazi interni per primi. Inoltre, i mullioni decorativi servono ad accentuare l'altezza dell'edificio e a sottolineare l'ampiezza dei corridoi interni che hanno reso l'edificio così unico.
Louis Sullivan fu raccomandato come architetto da F.H. Shaver della Peoples Savings Bank di Cedar Rapids, Iowa, in una lettera datata 20 settembre 1910. Oltre a menzionare il lavoro che Sullivan stava facendo per lui, il signor Shaver menzionò il Transportation Building di Sullivan all'Fiera Mondiale Colombiana del 1893, l'Auditorium Building e Carson, Pirie, Scott and Company Building a Chicago, con particolare menzione della National Farmers' Bank di Owatonna, Minnesota, e il fatto che il signor Sullivan fu decorato per il suo lavoro dal governo francese. Concluse la sua lettera affermando: "L'aspetto interessante di tutta questa faccenda è che il signor Sullivan non chiede di più degli altri architetti".
Il 20 marzo 1911, il signor Sullivan scrisse al signor Van Allen affermando:
Il 3 aprile 1912, il signor Sullivan scrisse al signor Van Allen affermando:
La nipote di Mr. Van Allen, Mary Jane Case (1917-2004), ha descritto come suo nonno le raccontava che il signor Sullivan si sedeva su una confezione di chiodi dall'altra parte della strada rispetto all'edificio quando era in costruzione e dirigeva i lavori sull'edificio.

## Galleria d'immagini

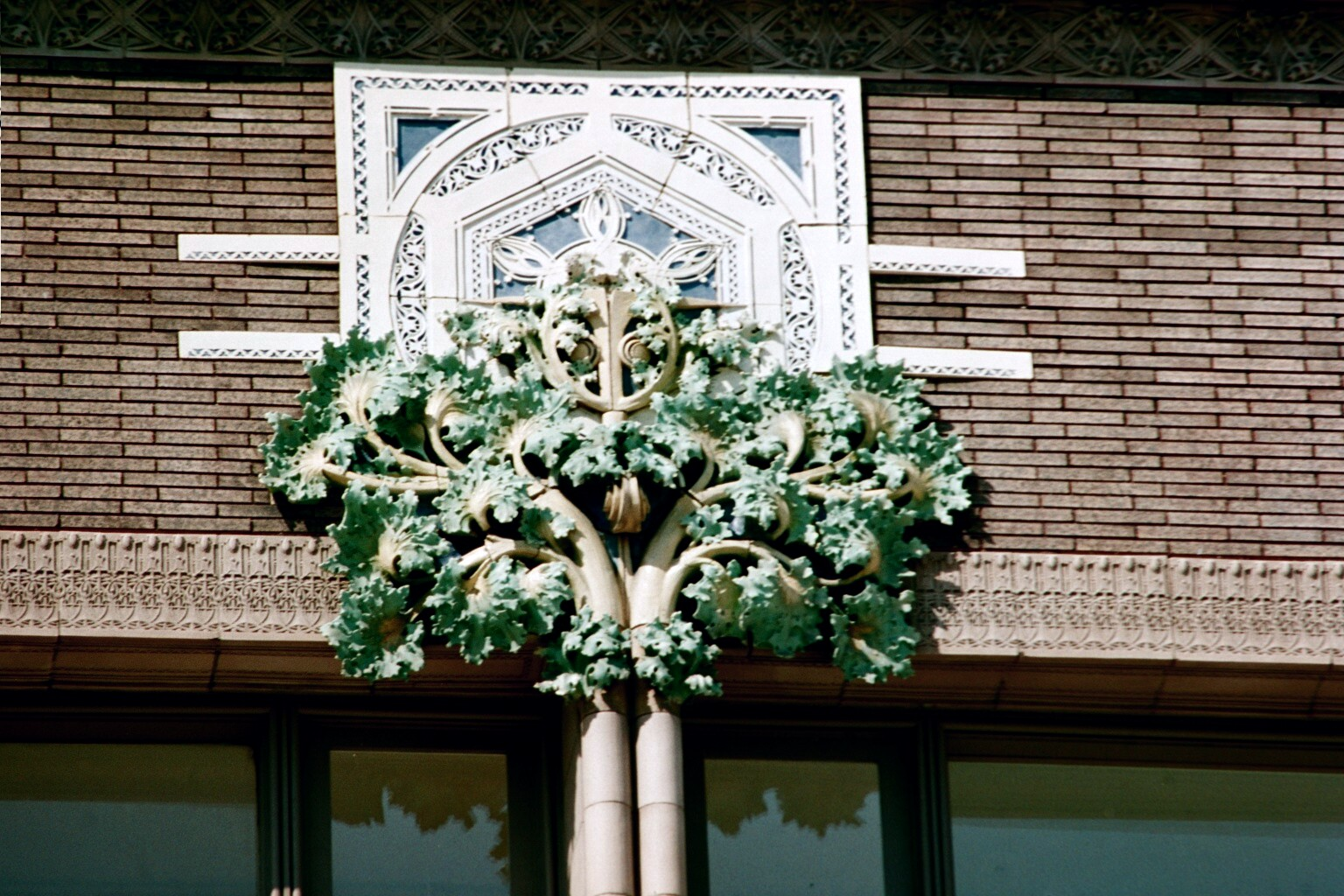
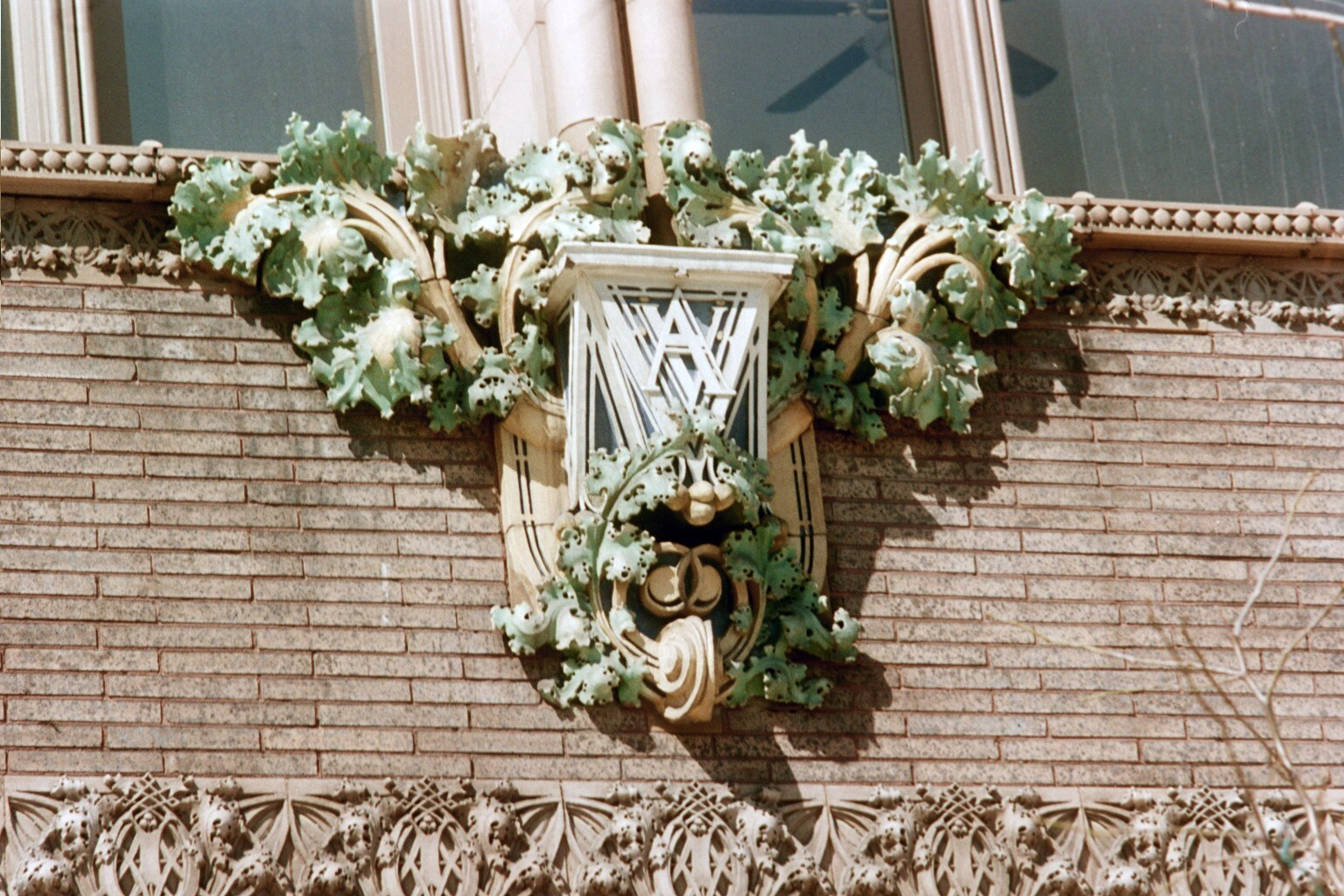
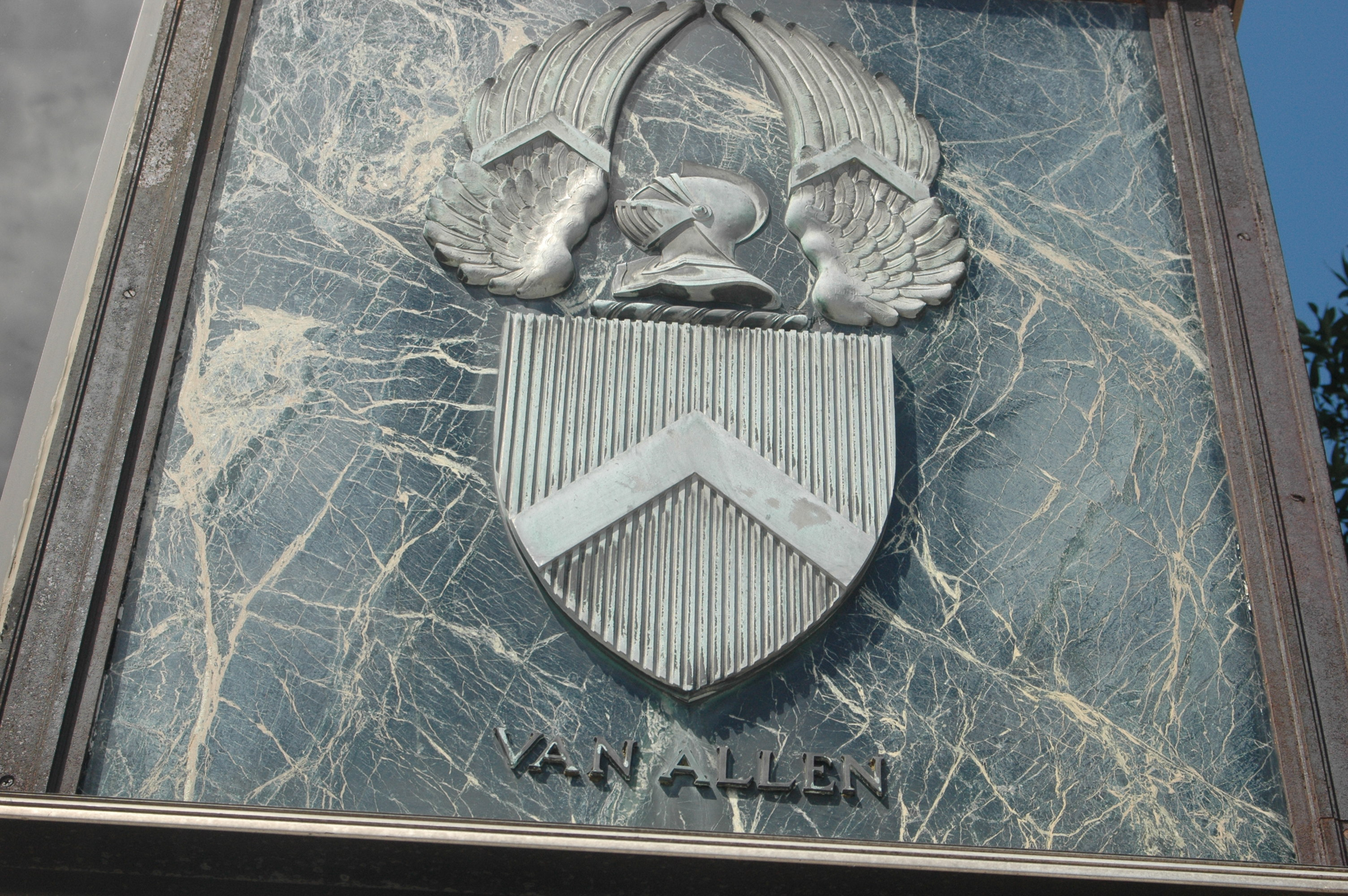
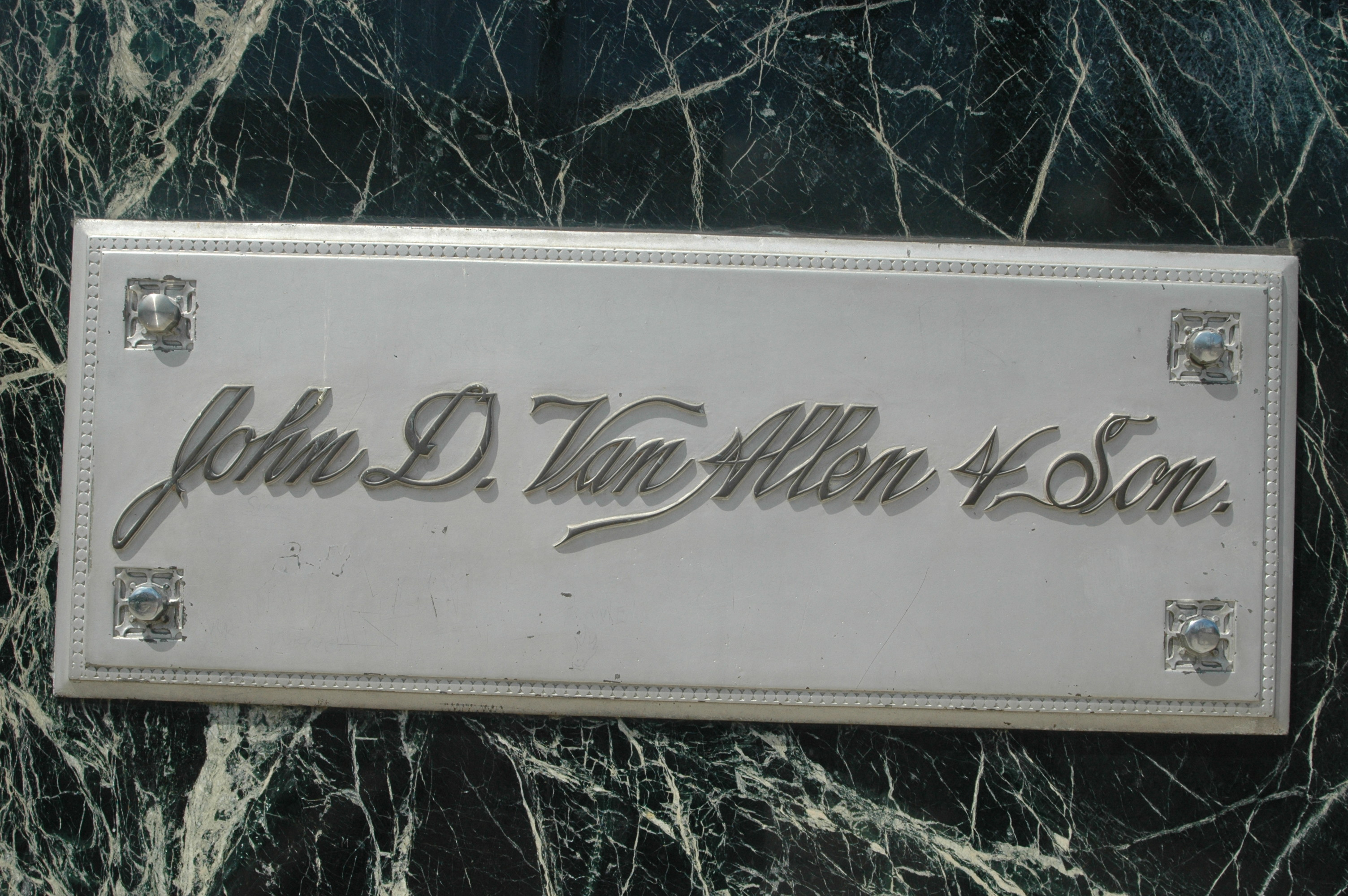
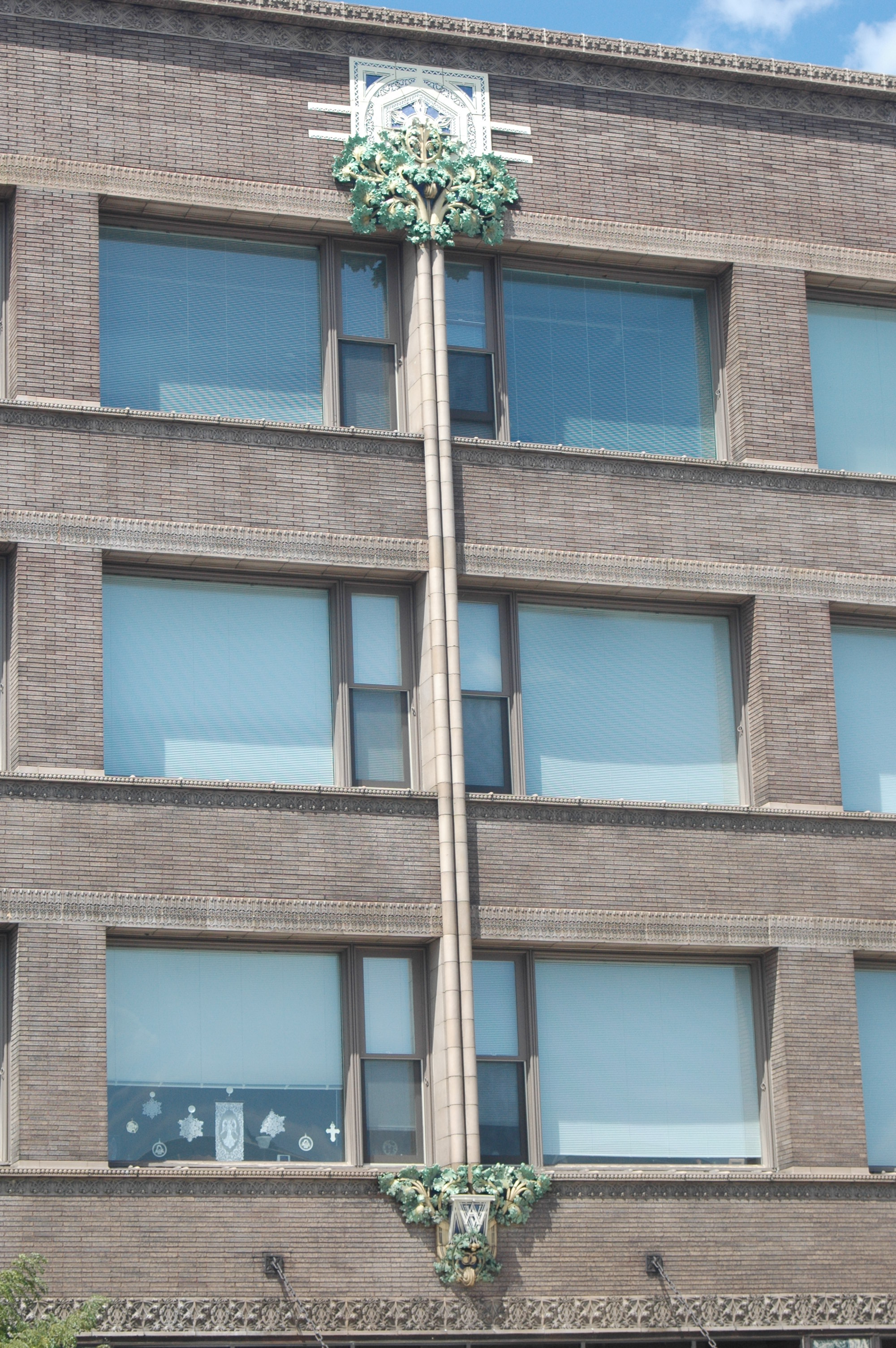
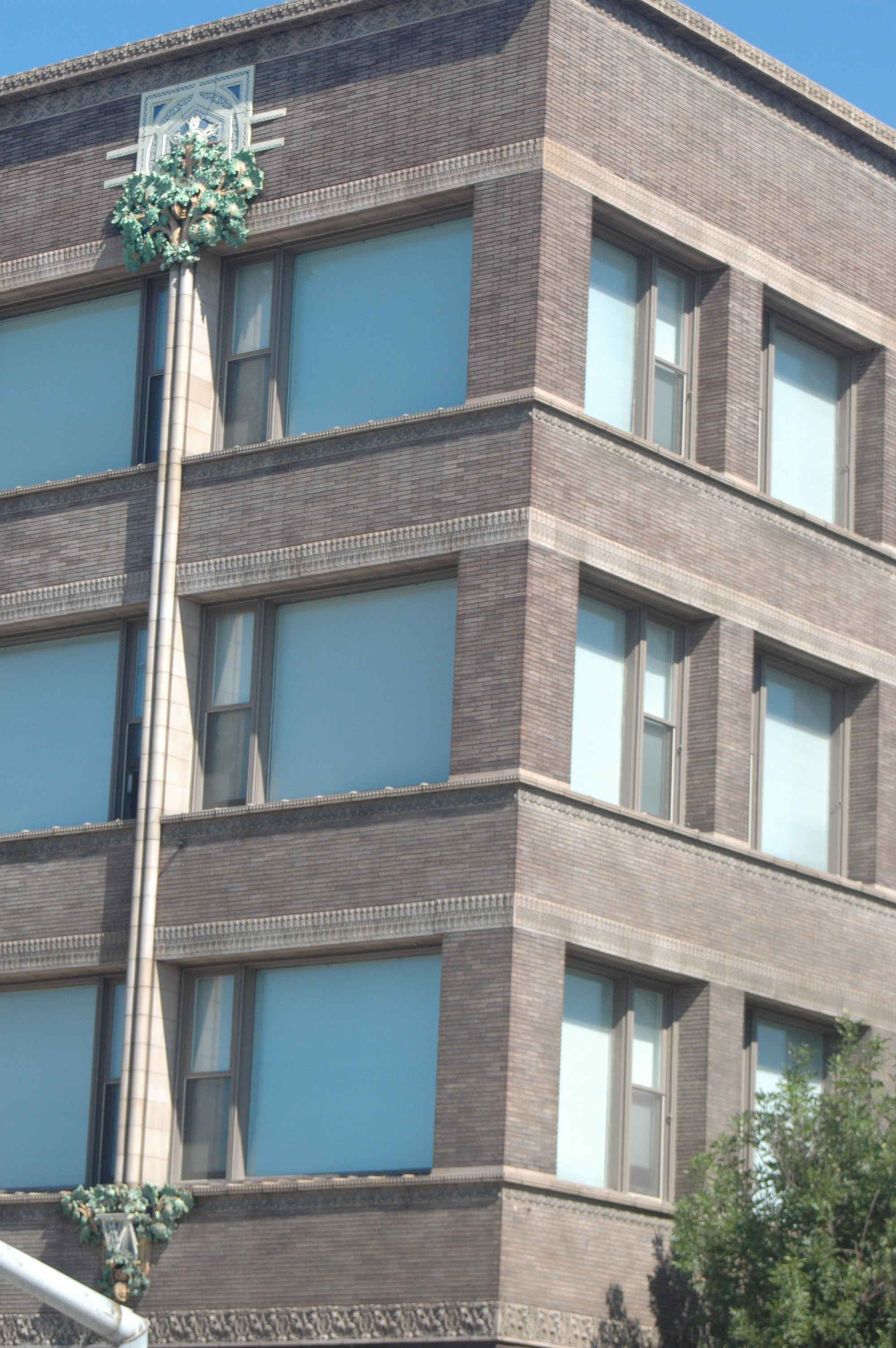
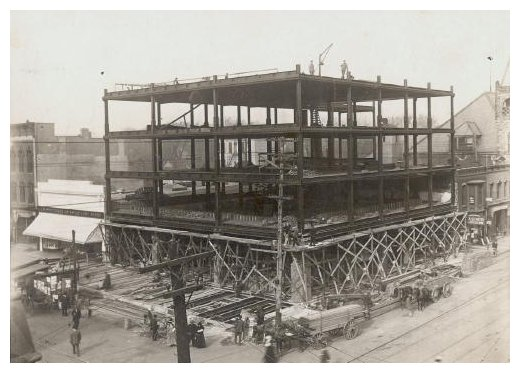
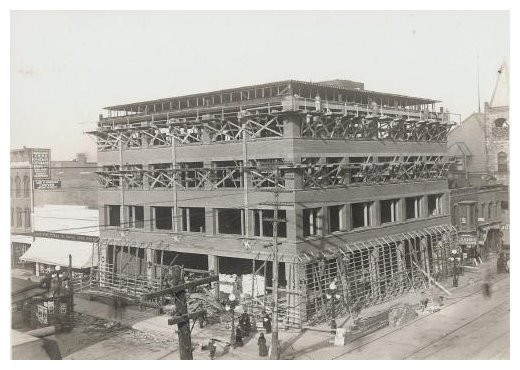
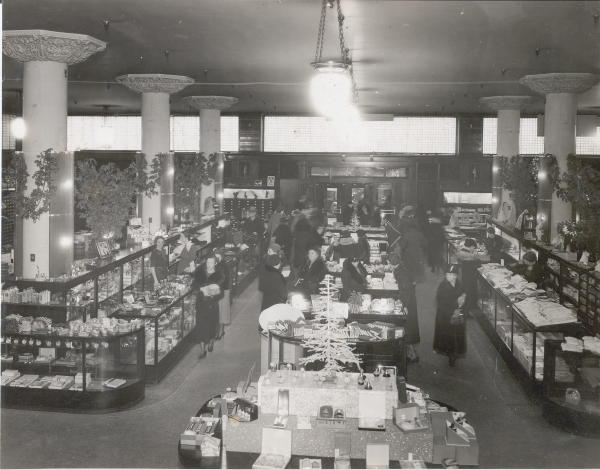